# Mount Dewey
Mount Dewey är ett berg i Antarktis. Det ligger i Västantarktis. Argentina, Chile och Storbritannien gör anspråk på området. Toppen på Mount Dewey är 1 830 meter över havet.
Terrängen runt Mount Dewey är bergig söderut, men norrut är den kuperad. Trakten är obefolkad. Det finns inga samhällen i närheten.